# Big Nose Kate
Mary Katherine Horony Cummings (née le 7 novembre 1849 à Nové Zámky ou à Pest et morte 2 novembre 1940 à Prescott), mieux connue sous le nom de « Big Nose Kate », est une prostituée américaine d'origine hongroise.
Elle est connue comme la compagne de longue date et épouse de facto de Doc Holliday,.

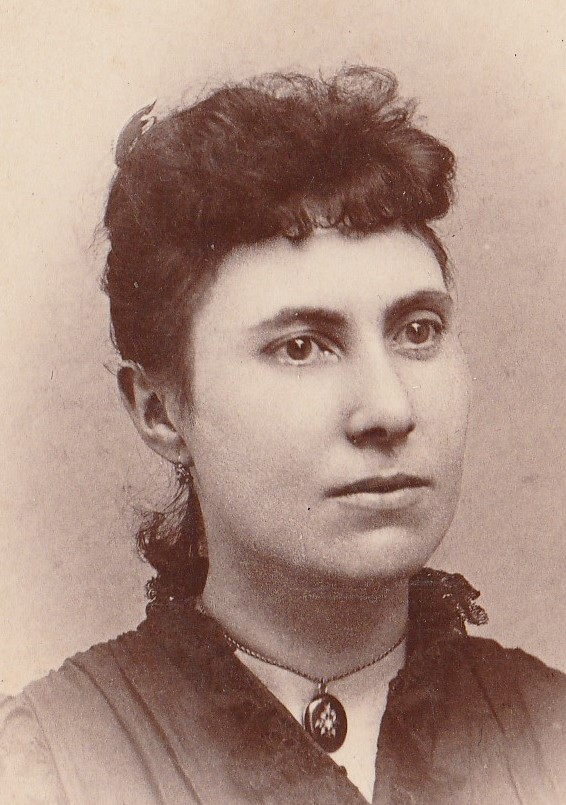
Photo de Big Nose Kate (avant 1923).
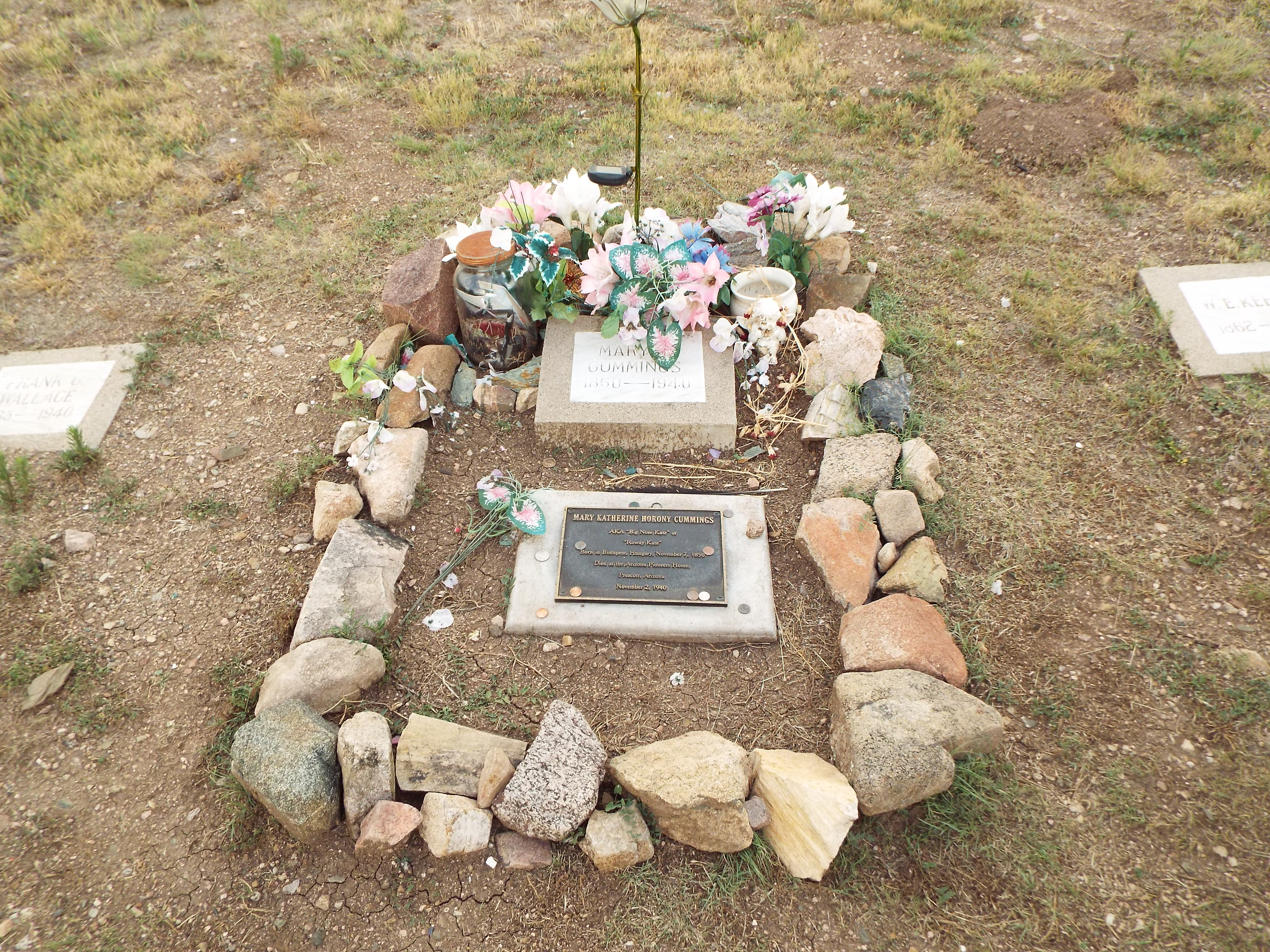
Tombe de Big Nose Kate.
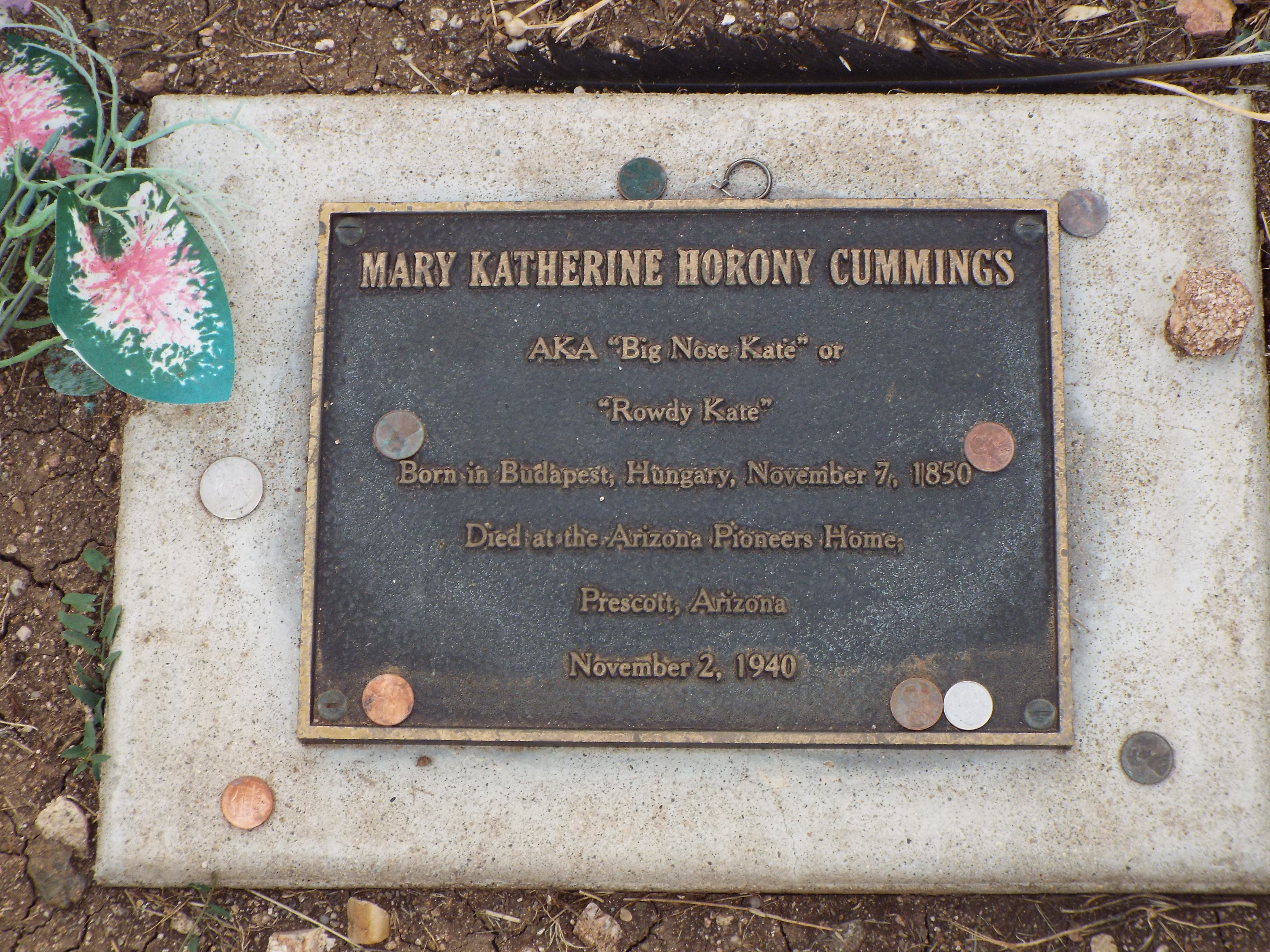
Pierre tombale de Big Nose Kate.
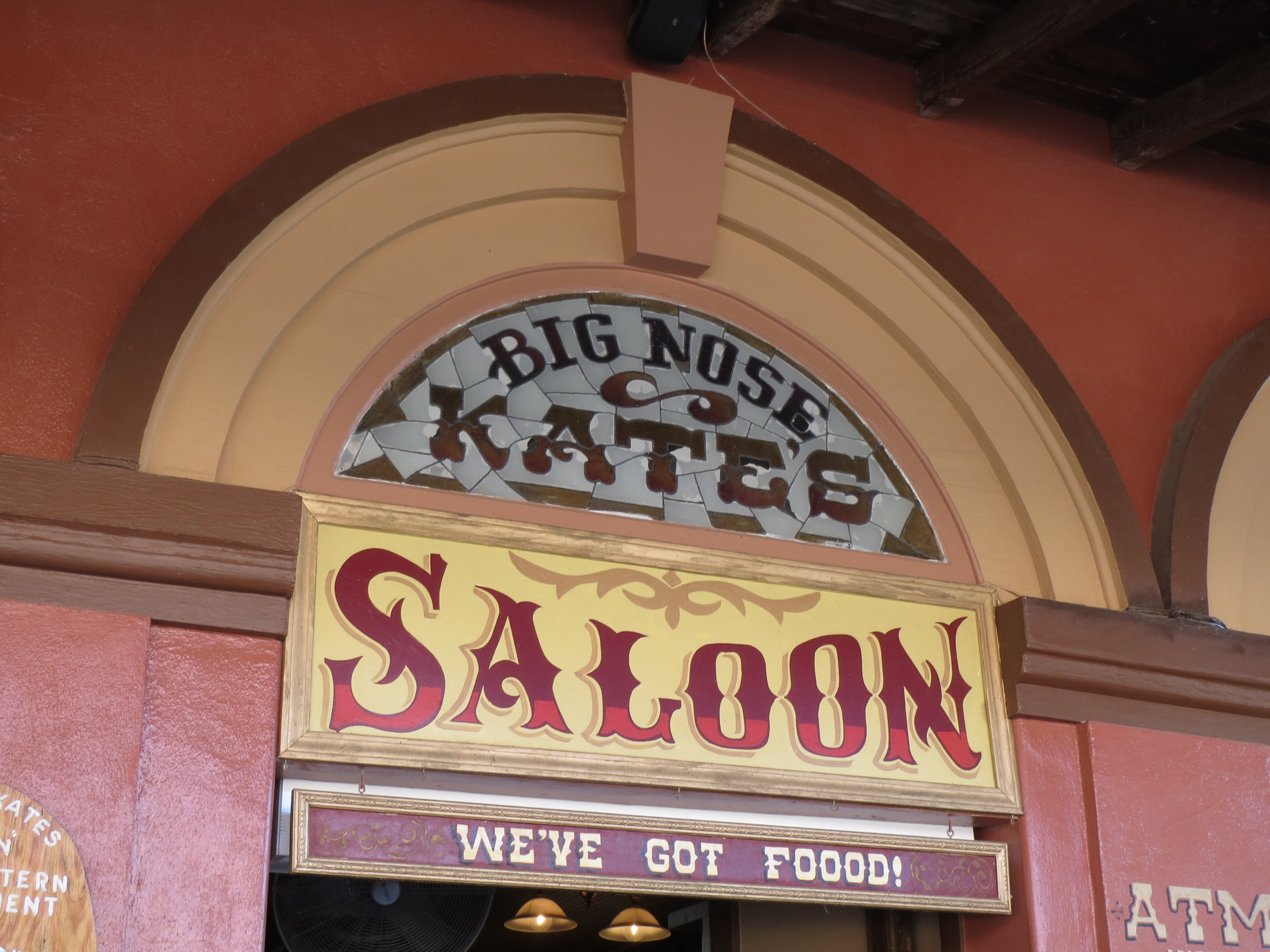
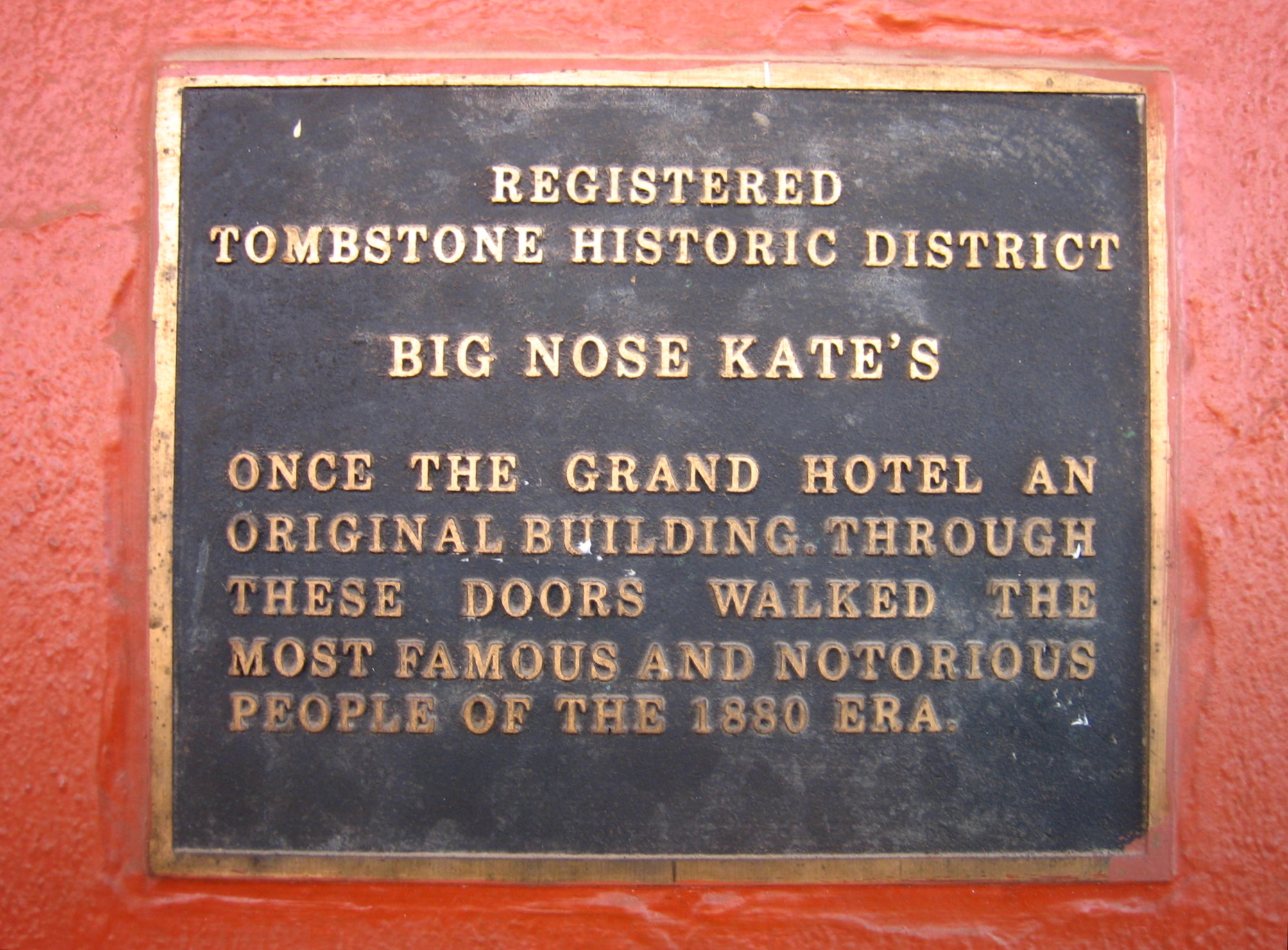